# Vercelli–Pavia-vasútvonal
A Vercelli–Pavia-vasútvonal egy 67 km hosszúságú, normál nyomtávolságú vasútvonal Olaszországban, Vercelli és Pavia között. Fenntartója az RFI, a járatokat a Trenord üzemelteti.

### Története
A vasútvonal több részletben nyílt meg 1882 és 1883 között.
| Vonal            | Dátum                |
| ---------------- | -------------------- |
| Cava–Garlasco    | 1882. szeptember 11. |
| Mortara–Robbio   | 1882. november 6.    |
| Garlasco–Mortara | 1882. december 31.   |
| Robbio–Vercelli  | 1883. február 5.     |